# 乔治·加德纳
乔治·加德纳（George Gardner，1810年—1849年）为苏格兰博物学家，其从事植物学研究。